# Provinz Marga Marga
Die Provinz Marga Marga ist die jüngste der acht Provinzen der chilenischen Region Valparaíso. Sie wurde durch das Gesetz Nr. 20.368 vom 14. Juli 2009 mit Wirkung zum 11. März 2010 aus den Gemeinden Limache und Olmué (vorher Provinz Quillota) sowie aus Gemeinden Quilpué und Villa Alemana (vorher Provinz Valparaíso) gebildet.

## Gemeinden
Die Provinz besteht aus den folgenden 4 Gemeinden:
| Gemeinde      | Einwohner (2002) | Fläche (km²) |
| ------------- | ---------------- | ------------ |
| Limache       | 39.219           | 293,8        |
| Olmué         | 14.105           | 231,8        |
| Quilpué       | 128.578          | 536,9        |
| Villa Alemana | 95.623           | 96,5         |